# Lampropeltis alterna
Lampropeltis alterna är en ormart som beskrevs av Brown 1901. Lampropeltis alterna ingår i släktet kungssnokar, och familjen snokar. IUCN kategoriserar arten globalt som livskraftig. Inga underarter finns listade i Catalogue of Life.
Arten är med en genomsnittlig längd av 80 cm en liten till medelstor orm. Typiska är gråa och orange band med svarta och vita kanter. Hos vissa individer saknas de orangeröda banden. Huvudet är litet och bara lite bredare än halsen. Dessutom finns små ögon. Bålen är täckt med glänsande fjäll.
Denna orm förekommer från västra Texas och södra New Mexico (USA) till centrala Mexiko. Den lever i låglandet och i bergstrakter upp till 2280 meter över havet. Lampropeltis alterna vistas i klippiga halvöknar och i liknande landskap. Typiska glest fördelade växter i regionen är akacior, Agave lechuguilla, arter av ökentrumpet, Larrea tridentata, arter av släktet Prosopis, Fouquieria splendens och kaktusar av opuntiasläktet.
Individerna är främst nattaktiva och de gömmer sig i bergssprickor eller under föremål. De jagar andra kräldjur, småfåglar och mindre däggdjur. Parningen sker under våren. Honan lägger 3 till 13 ägg per tillfälle (oftast omkring 7).